# Fortezza di Palmanova
La fortezza di Palmanova fu concepita e realizzata come struttura fortificata di confine, svolgendo fin dall'inizio un ruolo dissuasivo: già all'epoca della guerra di Gradisca, malgrado fosse lontana dal completamento, funzionò infatti da punto avanzato delle operazioni belliche veneziane.
Il suo nome originale era Palma, simbolo della vittoria, a ricordo della battaglia di Lepanto; il "nova" venne infatti aggiunto, due secoli dopo la fondazione, da Napoleone Bonaparte, con la costruzione della terza cerchia fortificata.
Dal 9 luglio 2017 la fortezza di Palmanova è entrata a far parte del patrimonio dell'umanità UNESCO, nel sito seriale transnazionale "Opere di difesa veneziane tra XVI e XVII secolo: Stato da Terra-Stato da Mar occidentale".

## Progetto e costruzione della fortezza

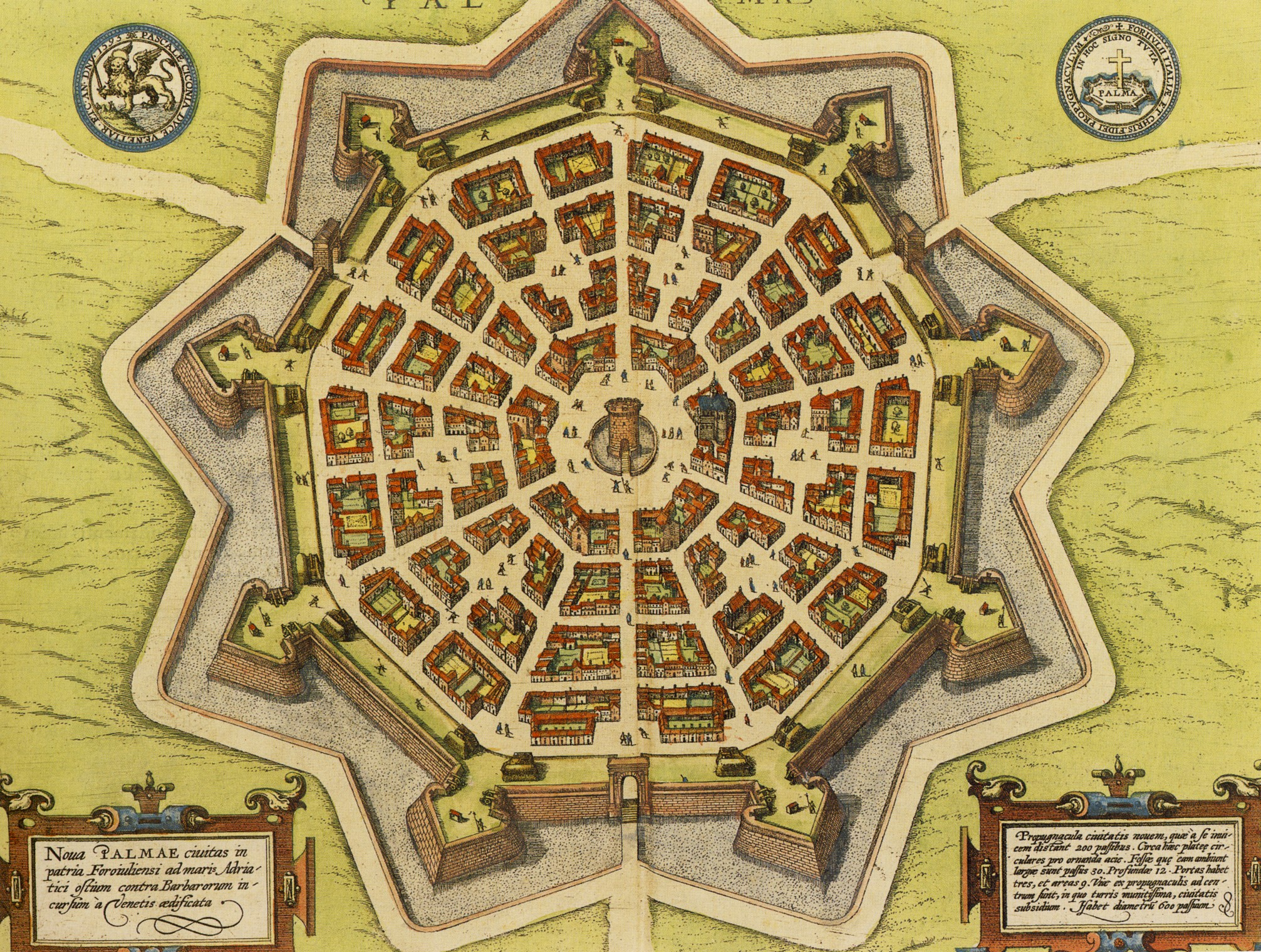
Mappa del '600 raffigurante la fortezza di Palmanova

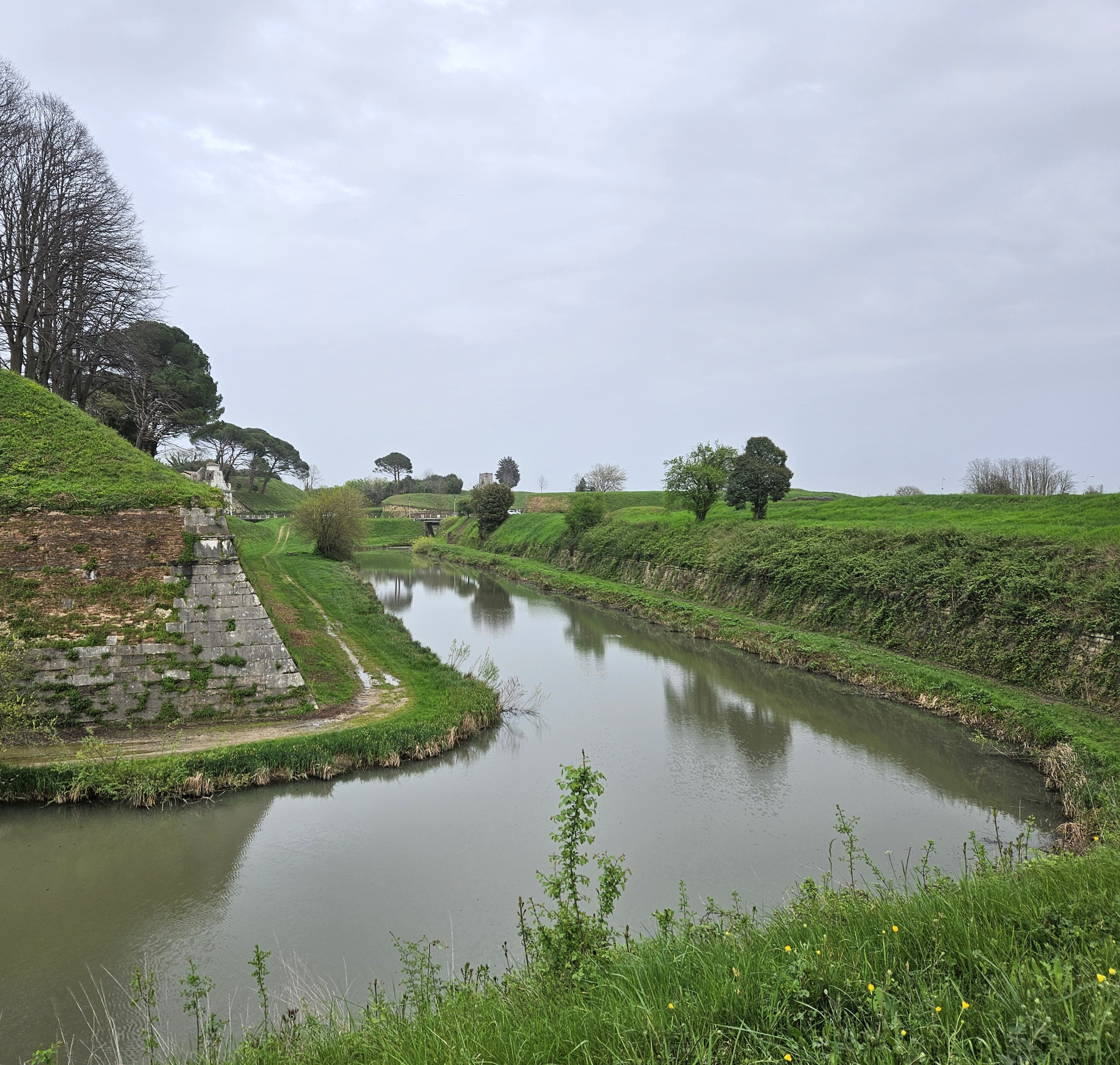
Un tratto dei bastioni e del fossato nei pressi di Porta Aquileia

Le tre cerchie fortificate, che rendono la fortezza di Palmanova simile ad una stella, non furono eseguite contemporaneamente, ma realizzate in tempi diversi: la prima e la seconda dai Veneziani, la terza dai francesi di Napoleone Bonaparte nei primi dell'Ottocento.
Agli inizi del 1593 Giulio Savorgnan presentò un preventivo di spesa riferito all'esecuzione di un solo bastione con la relativa cortina, e Bonaiuto Lorini, subito dopo, propose il progetto di una pianta poligonale a undici lati. Il 29 gennaio dello stesso anno il Senato decise per un decagono, ma il 17 settembre optò per l'ennagono, anche per ragioni economiche (più alto il numero dei bastioni e più dispendiosa la costruzione).
Marc'Antonio Martinengo di Villachiara, che nel 1593 ricevette dal Senato la nomina a capo da guerra, fu inviato in Friuli a individuare un'idonea ubicazione della nuova fortezza, e presentò anch'egli al Senato il proprio progetto, che tuttavia non venne accettato. Si realizzarono invece due copie di un modello, nel quale i bastioni erano rappresentati in base alle proposte di Giulio Savorgnan, mentre la strada coperta, la controscarpa e la sezione dei parapetti su quelle del Villachiara.

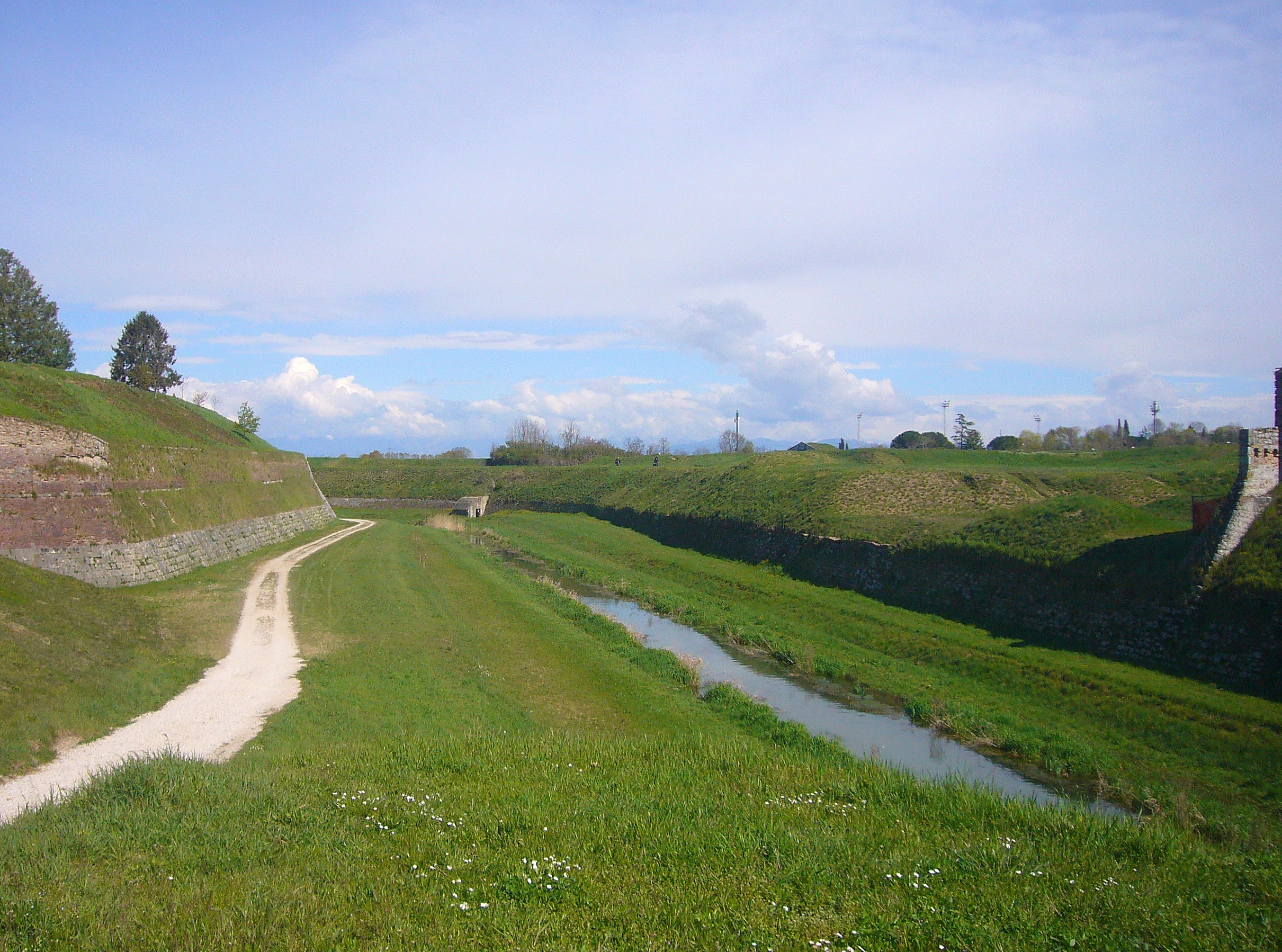
I bastioni e il fossato vicino a Porta Cividale

### Prima cerchia (1593)
I lavori per la realizzazione della prima cerchia e del fossato richiesero circa trent'anni e si conclusero nel 1623. Le prime operazioni attuate definirono il centro e le punte dei bastioni segnando i limiti della cinta. Per i lavori di scavo della fossa si procedette a gradoni asportando la terra e accumulandola per innalzare bastioni e cortine. Liberato il terreno dai sassi e battuta la terra si procedette quindi alla "incamisadura", ossia al contenimento della terra con muri di pietra e mattoni. Il materiale necessario per questi lavori fu ingente: giunsero a Palma 50.000 carri di pietre; per la realizzazione dei soli rivellini furono necessari ben 40.500 carri di materiale. Le strutture principali furono ultimate nel 1599.
Nello stesso tempo si completò un perimetro di 7 chilometri e si realizzarono passaggi sotterranei per 5 chilometri e mezzo.

### Seconda cerchia (1658)
La costruzione della seconda cerchia fortificata venne iniziata nel 1658 con l'innalzamento dei rivellini a protezione delle tre porte d'ingresso alla fortezza, e terminò nel 1690.

### Terza cerchia (1806)
La terza cerchia, la più esterna, venne costruita a partire dal 1806 da Napoleone che incaricò il generale Chasselops per il genio.
Alla direzione dei lavori attese il maggiore Laurent e alla supervisione Eugenio di Beauharnais. Le opere si protrassero fino al 1813, anno dell'abbandono del Friuli da parte delle truppe francesi.
Al termine dei lavori del periodo napoleonico Palmanova si trova circondata da tre ordini di fortificazioni composti da terrapieni, fosse, lunette, rivellini, porte e controporte.

## Galleria d'immagini

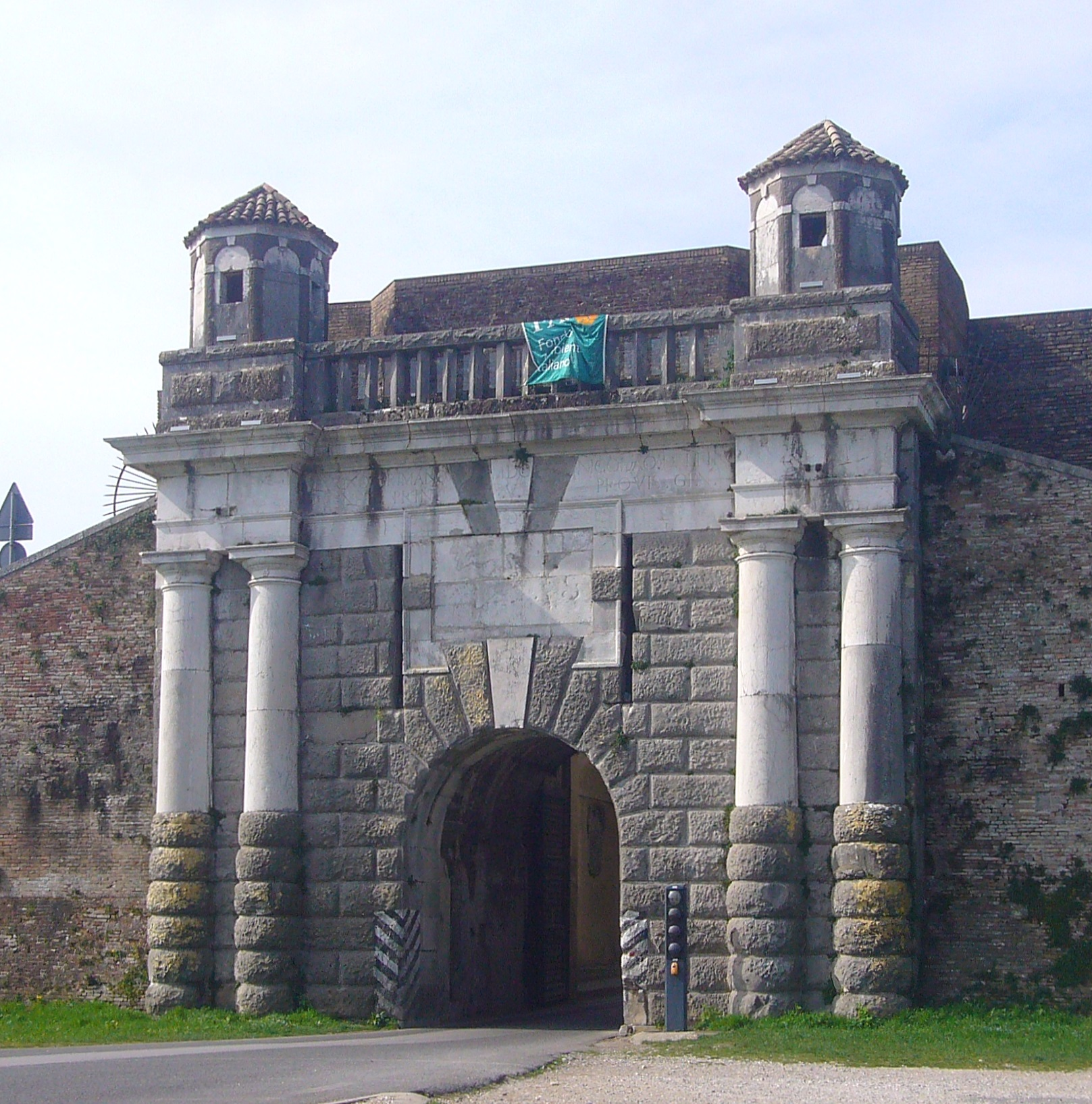
Porta Cividale
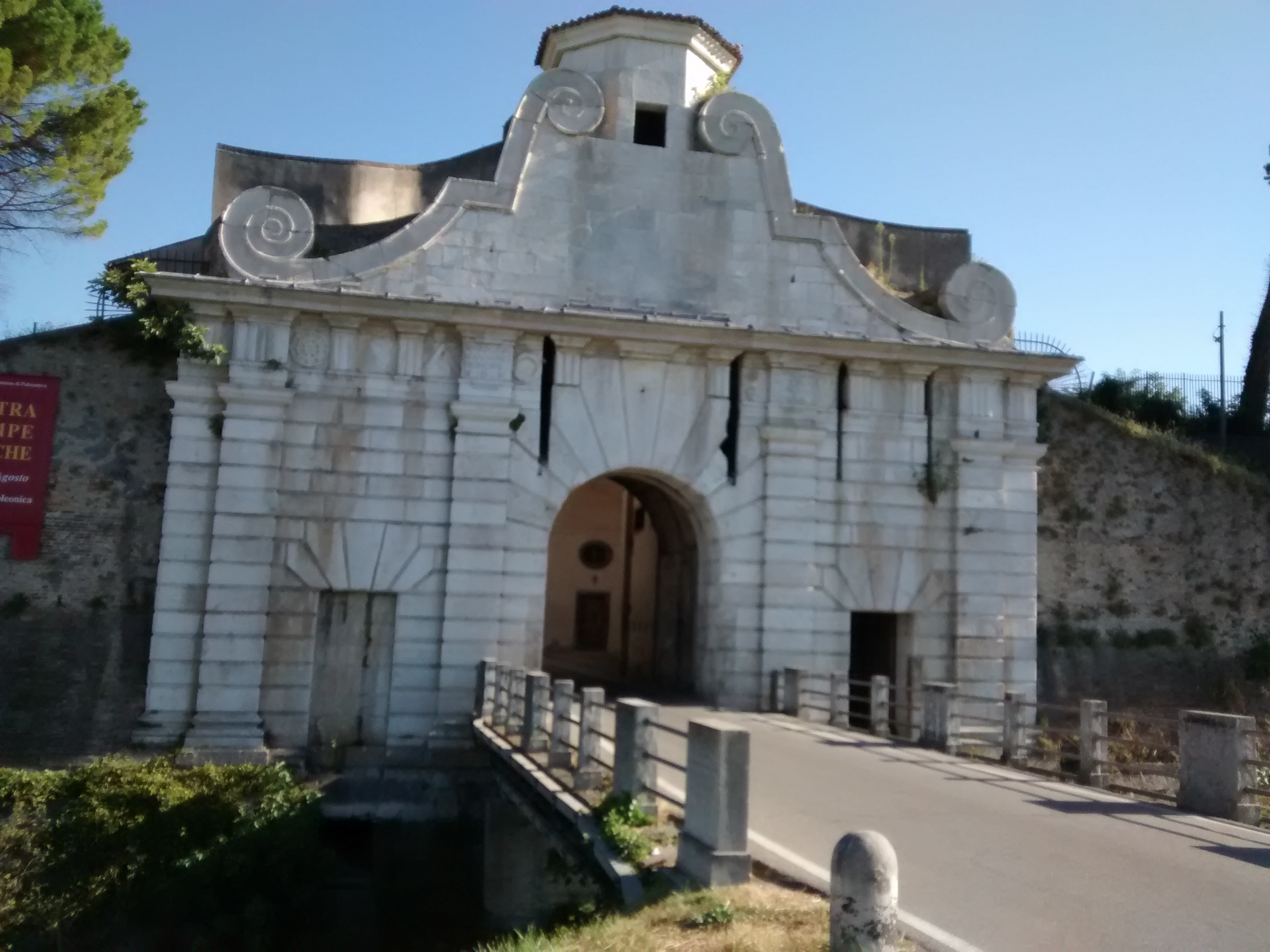
Porta Aquileia
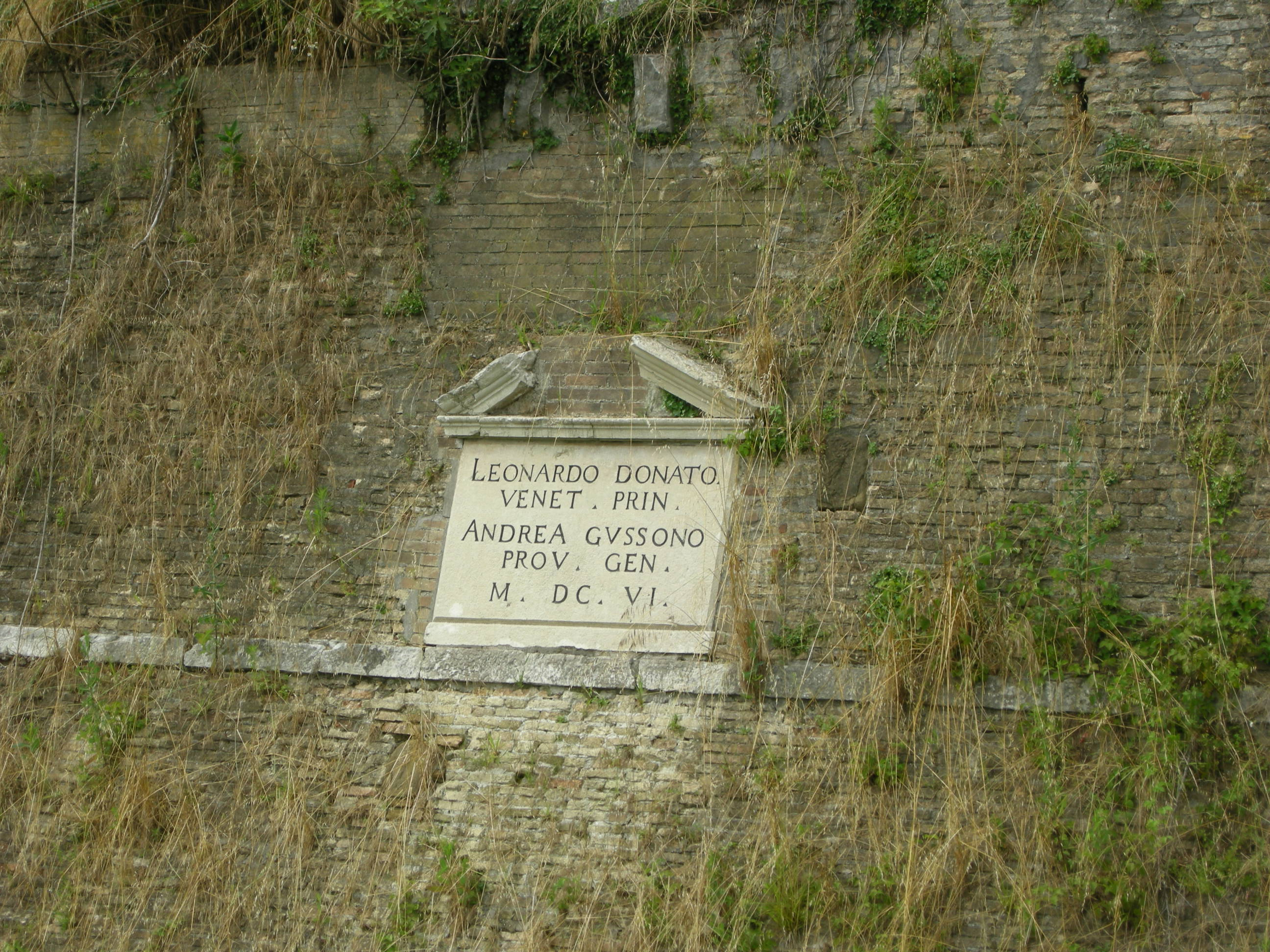
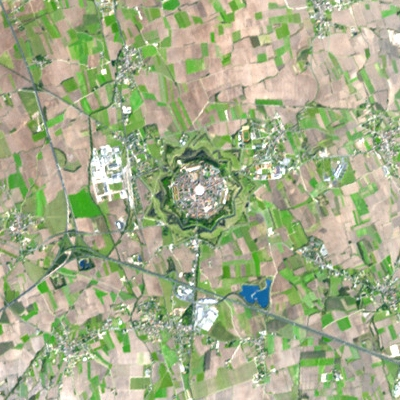
La fortezza di Palmanova vista dal satellite
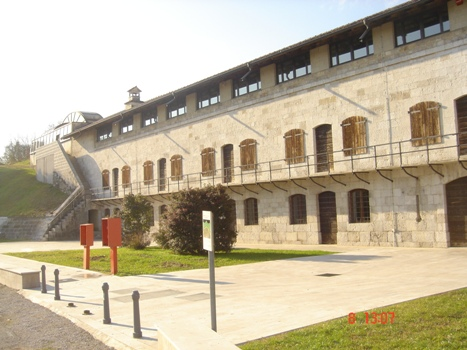
Caserma Montesanto
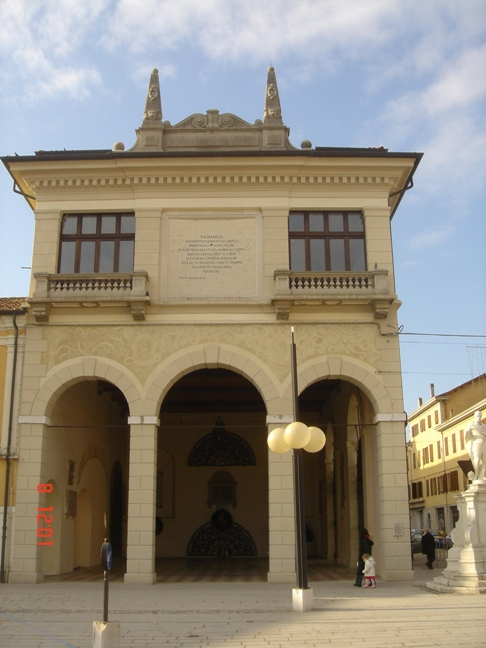
Loggia dei Mercanti
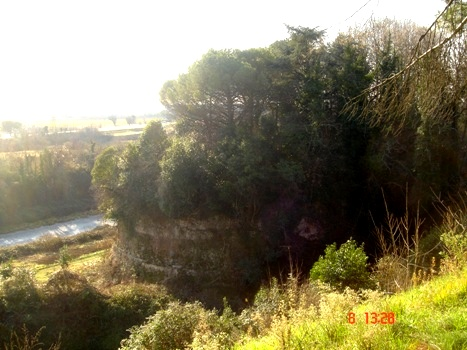
Baluardo della Fortezza
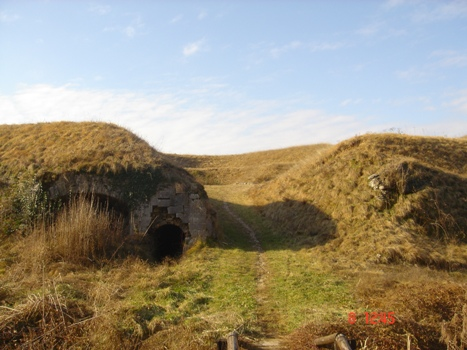
Rivellino
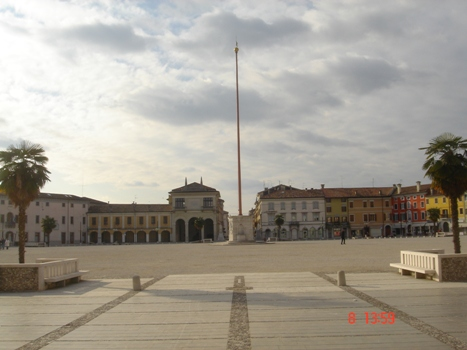
Piazza Grande
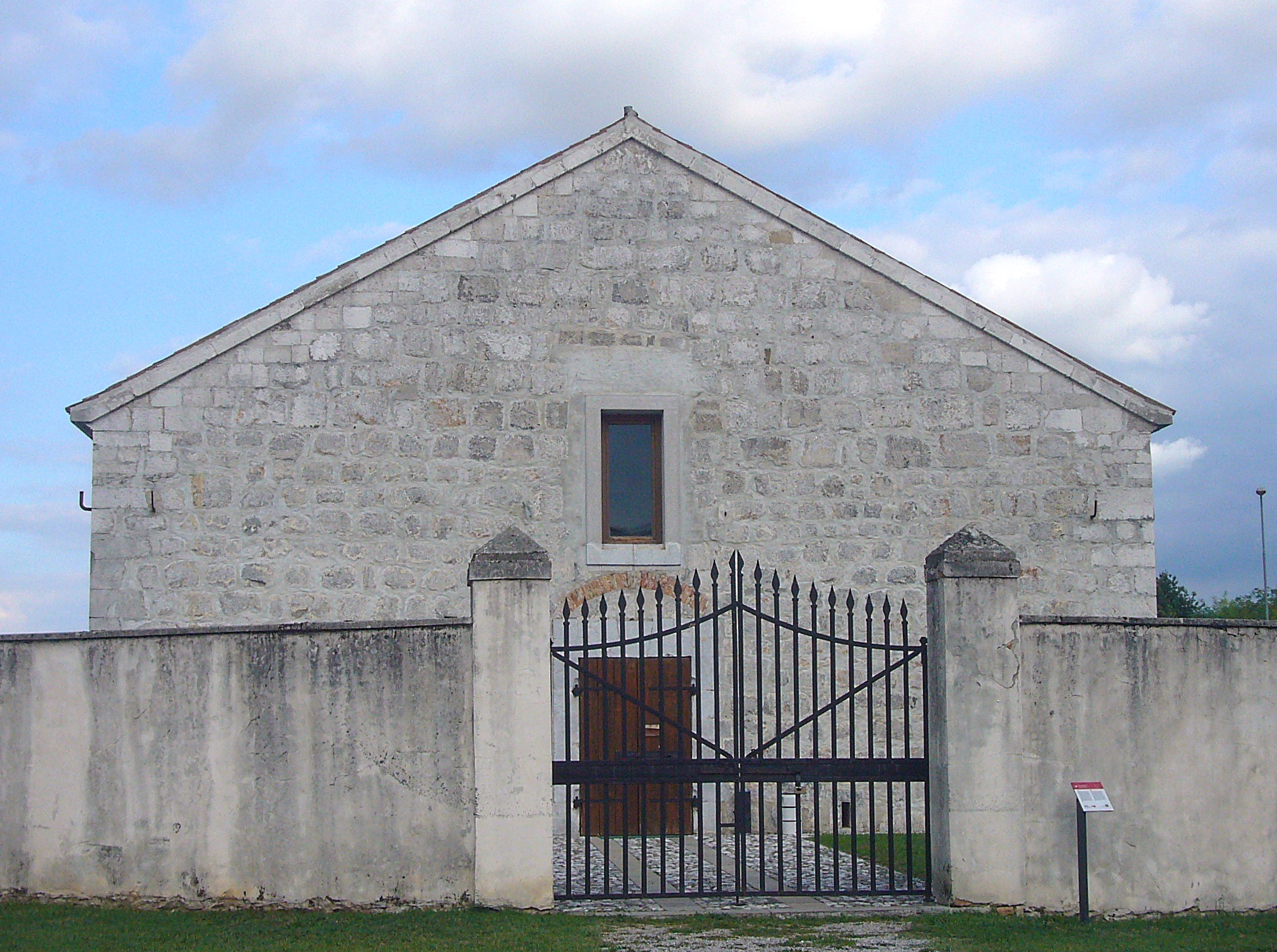
Polveriera Napoleonica
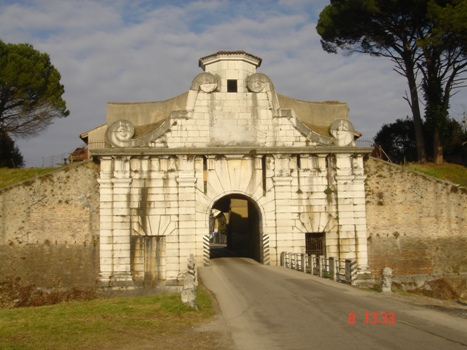
Porta Aquileia
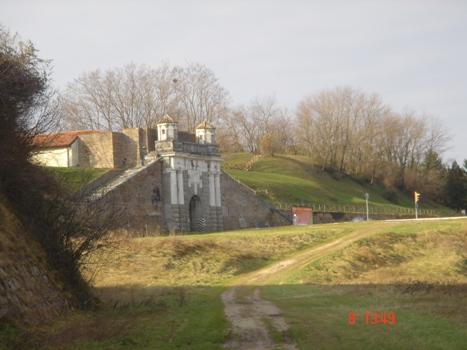
Porta Cividale
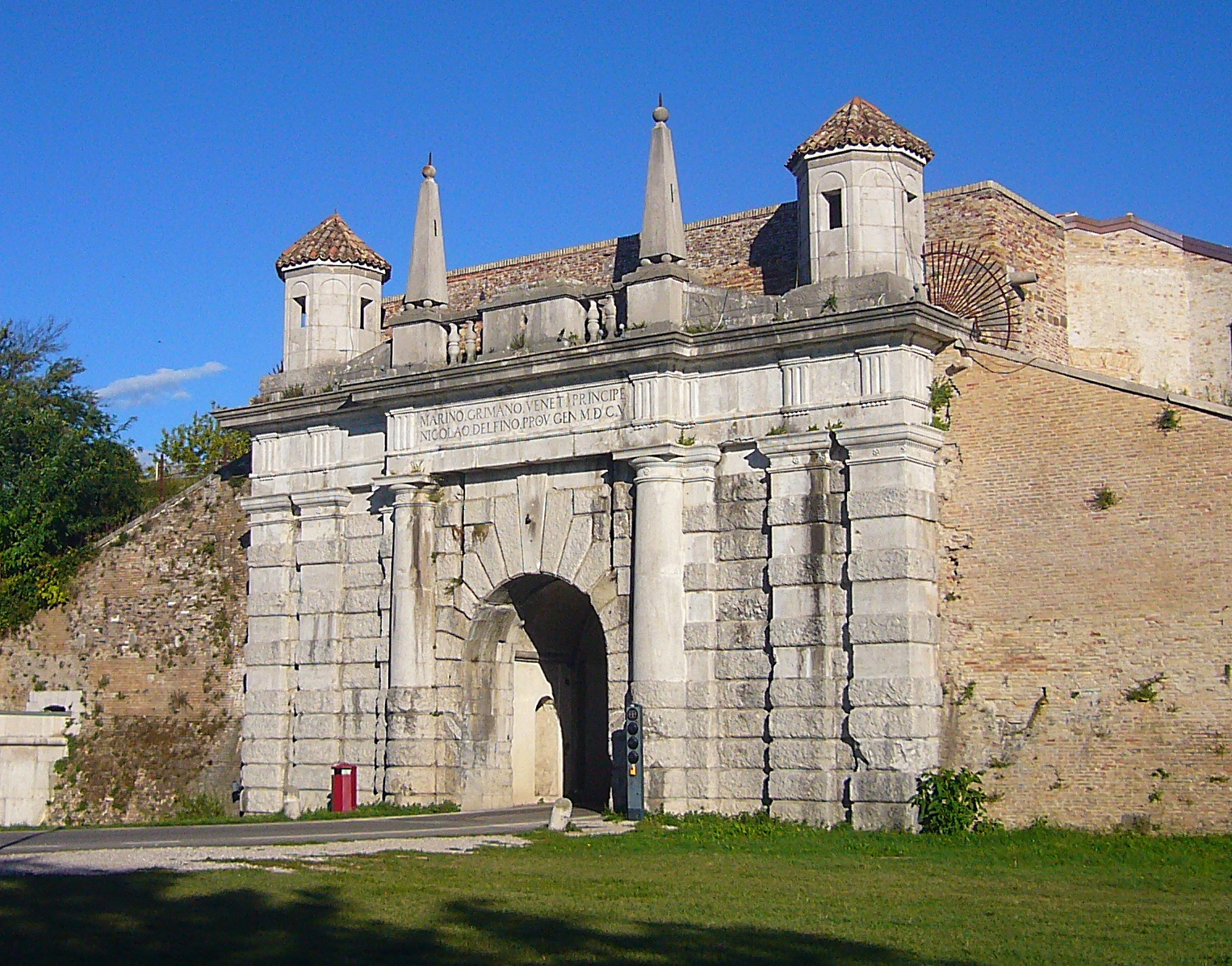
Porta Udine
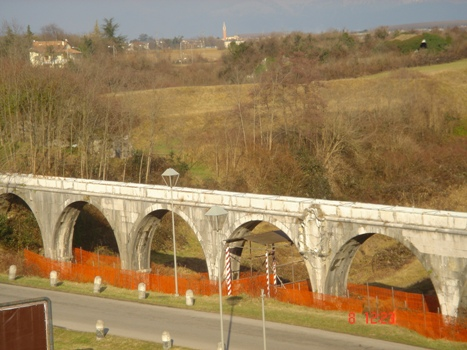
Acquedotto Veneziano presso Porta Udine